# Haarnasenfledermäuse
Haarnasenfledermäuse (Mimon) sind eine Gattung in der Familie der Blattnasen, mit vier Arten, die in Mittel- und Südamerika vorkommen.

## Arten und Verbreitung
Folgende Arten zählen zur Gattung.
- Das Verbreitungsgebiet der Südlichen Haarnasenfledermaus (Mimon bennettii) reicht vom Osten Kolumbiens bis in das südliche Brasilien. Die Art fehlt im zentralen Amazonasgebiet.
- Die Cozumel-Haarnasenfledermaus (Mimon cozumelae) kommt hauptsächlich in östlichen Bereichen Mittelamerikas vor. Sie kann vom Süden Mexikos bis nach Kolumbien angetroffen werden.
- Die Gestreifte Haarnasenfledermaus (Mimon crenulatum) bewohnt Mittel- und Südamerika vom Süden Mexikos bis Peru, Bolivien und Brasilien.
- Die Koepcke-Haarnasenfledermaus (Mimon koepckeae) ist auf ein kleines Gebiet im Hochland Perus beschränkt.

Die beiden erstgenannten Arten wurden längere Zeit zu einer Art zusammengefasst. Weiterhin waren verschiedene Zoologen der Auffassung, dass die Koepcke-Haarnasenfledermaus eine Unterart der Gestreiften Haarnasenfledermaus ist.

## Merkmale
Die meisten untersuchten Exemplare hatten eine Kopf-Rumpf-Länge von 50 bis 75 mm, eine Schwanzlänge von 10 bis 30 mm sowie eine Unterarmlänge von 48 bis 57 mm.
Das Gewicht der Südlichen Haarnasenfledermaus sowie der Cozumel-Haarnasenfledermaus liegt bei etwa 22 g, während die Gestreifte Haarnasenfledermaus mit etwa 12 g deutlich leichter ist. Das Fell dieser Fledermäuse hat meist eine schokoladenbraune, schwarzbraune oder hellbraune Farbe. Bei älteren Individuen können gelbe, orange oder rote Schattierungen auftreten. Mit wenigen Ausnahmen besitzen Haarnasenfledermäuse einen weißen, gelben oder orangefarbenen Fleck hinter den Ohren. Der für die Gestreifte Haarnasenfledermaus namensgebende helle Aalstrich ist nicht bei allen Exemplaren vorhanden.
Wie andere Vertreter der Unterfamilie Lanzennasen besitzen die Arten ein langes zugespitztes Nasenblatt. Eindeutiges Unterscheidungsmerkmal zu anderen Lanzennasen ist die Zahnformel mit nur einem Schneidezahn und zwei Prämolaren im Unterkiefer.
Der deutsche Trivialname der Gattung ist nur für die Gestreifte Haarnasenfledermaus und die Koepcke-Haarnasenfledermaus zutreffend. Bei diesen sind die Kanten des Nasenblatts wellig und mit geraden Haaren besetzt. Bei den anderen beiden Arten hat das Nasenblatt glatte Kanten.

## Lebensweise
Diese Fledermäuse halten sich sowohl in feuchten immergrünen Wäldern als auch in eher trockenen sommergrünen Laubwäldern auf. Die beiden in Brasilien vorkommenden Arten können zusätzlich in der Savannenlandschaft Cerrado angetroffen werden. In weiteren Aspekten der Lebensweise unterscheiden sich die Arten.